# Teeyapar Sretsirisuvarna
Teeyapar Sretsirisuvarna (tiếng Thái: ฏีญาภาร์ เศรษฐสิริสุวรรณ), tên thường gọi là Nampetch (tiếng Thái: น้ำเพชร) (sinh ngày 30 tháng 7 năm 1992 tại Băng Cốc) là một DJ, diễn viên và nữ hoàng sắc đẹp. Cô đoạt vương miện Hoa hậu Trái Đất Thái Lan 2019 và chính thức trở thành đại diện cho xứ sở chùa vàng tại đấu trường Hoa hậu Trái Đất 2019. Sau đó, cô tiếp tục trở thành đại diện cho quê hương mình ở Hoa hậu Trái Đất 2020. Cô là thí sinh đầu tiên trong lịch sử trở lại tham gia cuộc thi lần thứ hai.

## Thời thơ ấu
Teeyapar Sretsirisuvarna (tên cũ:Jirapha Kritshnasuvarna, Sakolsupha Kritshnasuvarna, E-mikant Rachatachirachot and Sunannipar Kritshnasuvarna) sinh ra và lớn lên ở Băng Cốc, Thái Lan. Cô tốt nghiệp ngành Quản trị kinh doanh của Đại học Bắc Băng Cốc
.

## Một số cuộc thi

### Hoa hậu Hoàn vũ Thái Lan 2014
Sretsirisuvarna tham dự cuộc thi và giành danh hiệu Á hậu 2 nhưng sau đó cô bị tước danh hiệu vì dính scandal.

### Hoa hậu Trái Đất Thái Lan 2019
Sretsirisuvarna được chỉ định là Hoa hậu Trái Đất Thái Lan 2019 bởi Giám đốc quốc gia của Tổ chức Hoa hậu Trái Đất ở đây.

## Hoa hậu Trái Đất 2019
Cô tới Manila, Philippines tham gia cuộc thi. Trong thời gian diễn ra cuộc thi, cô giành giải thưởng Best Eco-Social Media. Với giải thưởng này, cô đã được đặc cách một suất vào Top 20.